# Sarab (circoscrizione elettorale)
La Circoscrizione di Sarab è un collegio elettorale iraniano istituito per l'elezione dell'Assemblea consultiva islamica. 

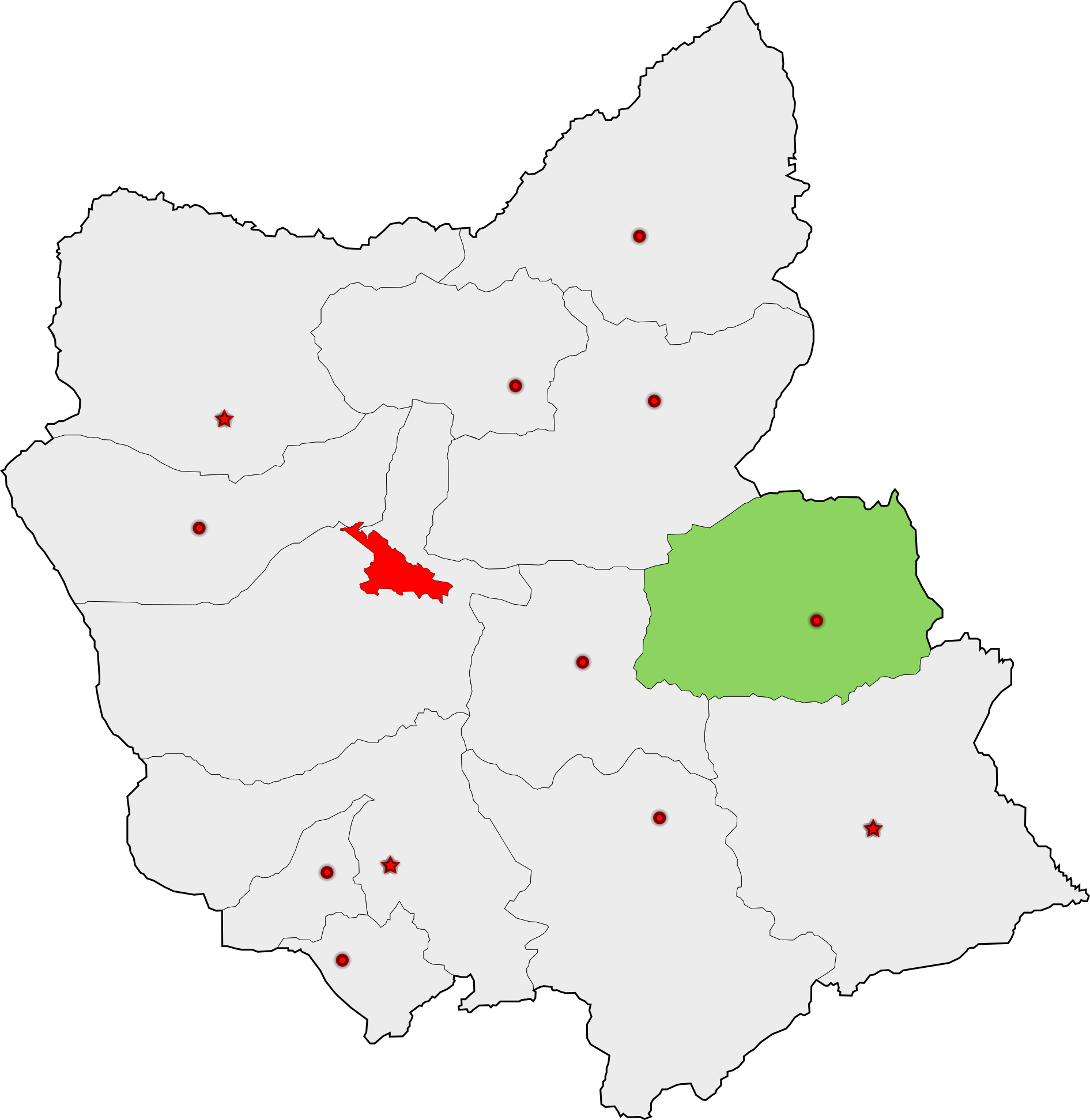
La circoscrizione di Sarab, all'interno dell'Azerbaigian Orientale

## Elezioni
Durante le Elezioni parlamentari in Iran del 2012 viene eletto con il 46.49% dei voti (pari a 31,038 preferenze) Mahnaz Bahmani.
Alle Elezioni parlamentari in Iran del 2016 è stato eletto Yusef Davudi (16,284 voti al primo turno e 31,158 al ballottaggio).